# زين ساجدي
زين ساجدي (16 ديسمبر 1997-) هي مغنية وكاتبة أغاني وموسيقية ومنتجة أردنية فلسطينية الأصل. نالت شهادة البكالوريوس في الاتصالات الإعلامية وعلم الاجتماع من جامعة ساسكس عام 2020.

## سيرتها الفنية
ولدت زين ساجدي في عمان لعائلة فلسطينية من مدينة نابلس، والدتها مغنية هاوية، وشكلت فرقة للدبكة لأكثر من عشرين عام، وشقيقتها الكبرى عازفة بيانو. انضمت زين لفرقة الدبكة وهي بعمر الخمس سنوات، وبدأت في تعلم العزف على البيانو على يد مدرس روسي، وعلى الغناء الكلاسيكي على يد مدرس ياباني. عادت إلى الأردن بعد تخرجها لفترة قصيرة، وبدأت بالاستعداد للانتقال للعمل في لندن مع إحدى شركات العلاقات العامة، ولكن وبسبب جائحة كورونا لم تتمكن من السفر، فقامت بإنشاء حساب على موقع الانستغرام ونشرت أغلقة أغاني لها، فتمت دعوتها للأداء في مهرجان عمان للجاز وهناك تعرفت على هناء ملحس والمنتج ناصر البشير، وعُرض عليها تسجيل أغنية خاصة بها، فأصدرت أغنيتها الأولى "مني أنا" والتي صدرت باللغة العربية والانجليزية في مارس 2021. كما تعاونت مع الفنان سانت ليفانت عام 2022 وأصدرت أغنية "بالك"، كما كتبت كلمات أغنية "مين غيرك إنت" للفنان عصام النجار، وأطلقت بذات العام أغنيتها "أنا وين" من كلمات ناصر البشير ولينا ماكول.
شاركت في أكتوبر 2023 مع 25 فنان في أغنية راجعين رداً على الإبادة الجماعية التي تحدث في قطاع غزة، وفي فبراير 2024 أطلقت أغنيتها "مابنساك"، وأغنية "بالي" في يونيو 2024 التي وصفت خلالها حالتها النفسية بسبب الحرب على غزة. في نوفمبر 2024 أصدرت أغنية "حررعقلك..أصلي أنا" على إيقاع الدبكة الفلسطينية وظهرت بالفيديو وهي ترقص مع راقصي الدبكة.
تضم موسيقاها الموسيقى العربية وموسيقى الجاز، والآر أند بي، والهيب هوب، والموسيقى الشعبية. كما استلهمت موسيقاها من أعمال فنانين مثل الياس الرحباني، فيروز، زياد الرحباني، روزالينا، ومحمود درويش.